# Sayyeshaa
Sayyeshaa Saigal (12 de agosto de 1997), conhecida apenas como Sayyeshaa, é uma atriz indiana que trabalha principalmente em filmes Tamil. Ela fez sua estreia como atriz com o filme Telugu Akhil (2015), pelo qual recebeu o Prêmio SIIMA de Melhor Estreia Feminina - indicação em Telugu.
Sayyeshaa fez sua estreia no cinema hindi com Shivaay (2016), recebendo o prêmio Stardust de Superstar of Tomorrow – indicação feminina. Ela então fez sua estreia no cinema Tamil com Vanamagan (2017) e recebeu o Prêmio SIIMA de Melhor Atriz Estreante - indicação Tamil . Seus filmes de sucesso incluem Kaappaan (2019) e Yuvarathnaa (2021), sua estreia no cinema Kannada.